# L'assassin habite au 21 (film)
L'assassin habite au 21 is een Franse thriller uit 1942 onder regie van Henri-Georges Clouzot. Het scenario is gebaseerd op de gelijknamige roman uit 1939 van de Belgische auteur Stanislas-André Steeman.

## Verhaal
Een geheimzinnige seriemoordenaar laat bij zijn slachtoffers een visitekaartje achter. Het spoor leidt naar een pensionnetje in Montmartre. Inspecteur Wenceslas Wens vermomt zich als dominee en boekt er een kamer.

## Rolverdeling
| Acteur            | Personage                 |
| ----------------- | ------------------------- |
| Pierre Fresnay    | Inspecteur Wenceslas Wens |
| Suzy Delair       | Mila Malou                |
| Jean Tissier      | Triquet                   |
| Pierre Larquey    | Mijnheer Colin            |
| Noël Roquevert    | Dr. Théodore Linz         |
| René Génin        | Alfred                    |
| Jean Despeaux     | Kid Robert                |
| Marc Natol        | Armand                    |
| Huguette Vivier   | Juffrouw Vania            |
| Odette Talazac    | Mevrouw Point             |
| Maximilienne      | Juffrouw Cuq              |
| Sylvette Saugé    | Christiane Perret         |
| Louis Florencie   | Commissaris Monnet        |
| André Gabriello   | Agent Pussot              |
| Raymond Bussières | Jean-Baptiste Turlot      |